# Аша де Вос
Аша де Вос (сингал.:ආශා ඩි වොස් (нар. 1979 р.) — морський біолог Шрі-Ланки, океанолог і піонер дослідження синіх китів у північній частині Індійського океану. Вона відома своїм проєктом «Синій кит». Вона є старшою науковою співробітницею TED і була обрана на премію BBC 100 жінок у 2018 році. Вона є гранткою National Geographic 2016 Emering Explorer.

## Життя та кар'єра
Де Вос народилася в 1979 році на Шрі-Ланці. Коли їй було шість років, батьки приносили їй старі журнали National Geographic. Вона переглядала сторінки і «уявляла, що колись це буду я — поїду туди, куди ніхто інший ніколи не поїде, і побачить те, що ніхто ніколи не побачить», надихаючи її мріяти стати «вченою-авантюристкою».
Початкову освіту Де Вос отримала в жіночому коледжі в Коломбо, а після завершення початкової освіти у Міжнародній школі Коломбо, вона переїхала до Шотландії для навчання на бакалавраті з біології моря та навколишнього середовища в Університеті Сент-Ендрюс. Далі вона здобула магістр інтегративних біонаук в Оксфордському університеті та ступінь доктора філософії в Університеті Західної Австралії.
Де Вос є першою і єдиною на Шрі-Ланці особою, яка отримала ступінь доктора філософії в галузі досліджень морських ссавців.
Де Вос працювала старшою офіцеркою програми в морському та прибережному підрозділі Міжнародного союзу охорони природи. У 2008 році вона заснувала проєкт Шрі-Ланкійського блакитного кита, який є першим довгостроковим дослідженням синіх китів у північній частині Індійського океану. Завдяки своїм дослідженням вона виявила, що невизнана унікальна популяція синіх китів, які, як раніше вважалося, мігрують щороку, залишаються у водах поблизу Шрі-Ланки цілий рік.
Завдяки дослідженням де Вос, Міжнародна китобійна комісія визнала шрі-ланкийських блакитних китів видами, які терміново потребують дослідження з охорони природи, і почала співпрацювати з урядом Шрі-Ланки щодо китових кораблів.
Де Вос є запрошеним членом Групи спеціалістів з китоподібних Комісії з виживання видів МСОП. Вона була докторанткою в Каліфорнійському університеті Санта-Крус і запрошена блогеркою National Geographic.
Вона є засновницею і директором некомерційної організації Oceanswell, першої на Шрі-Ланці науково-освітньої організації з охорони морської природи.
Де Вос вважає, що здоров'я та майбутнє узбережжя залежить від місцевих жителів. Вона стверджує, що «парашутна наука», практика західних вчених, які збирають дані в країнах, що розвиваються, а потім залишають без підготовки чи інвестування в місцевих жителів чи регіону, є нежиттєздатною та калічить зусилля з охорони природи.
Де Вос також заявив, що жінки повинні визначати себе своїми можливостями і не дозволяти своїй статі обмежувати їх потенціал.
Де Вос є старшою науковою співробітницею TED, глобальною науковою співробітницею Університету Дьюка в галузі охорони морської природи і була обрана Всесвітнім економічним форумом як молода глобальна лідерка.
У 2013 році Де Вос отримала Президентську премію за наукові публікації.
У 2015 році вона була стипендіаткою Фонду дій із збереження морської природи, а в 2016 році стала стипендіаткою Pew Marine.
У 2018 році вона отримала нагороду WINGS WorldQuest Women of Discovery Sea Award.
26 травня 2018 року вона була нагороджена Золотою нагородою випускників у категорії професійних досягнень на першому випуску премії British Council Golden Alumni Awards. Пізніше в цьому році вона приєдналася до списку BBC 100 жінок.
27 березня 2019 року парламент Шрі-Ланки відзначив де Вос як одну з 12 жінок-змінників.
У 2020 році де Вос була визнана Морською героінею року за версією журналу Scuba Diving.